# João I Ducas
João I Ducas (em latim: Iohannes Ducas; em grego: Ιωάννης Α' Δούκας; romaniz.: Iōannēs I Doukas) (c. 1240-1289), dito o Bastardo, foi um governante da Tessália entre ca. 1268 até a sua morte em 1289. Por causa da família de seu pai, ele é incorretamente chamado por vezes de João Ângelo. Ele era um descendente de João Ducas (ca. 1126 - 1200), filho de Constantino Ângelo com Teodora Comnena Angelina, a filha do imperador bizantino Aleixo I Comneno e Irene Ducena, de onde decorre a a combinação de nomes familiares "Ângelo Comneno Ducas".

## Biografia
João era filho ilegítimo de Miguel II Comneno Ducas, governante do Despotado de Epiro, com sua amante Gangrene e, por isso, recebeu o epíteto de "bastardo". Ele era provavelmente mais velho que os demais filhos de seu pai e participou como comandante militar nos eventos que levaram à Batalha de Pelagônia em 1259. Casado com a filha do valáquio da Tessália Taronas, João contava com uma força majoritariamente valáquia para apoiá-lo. A sua deserção da coalizão formada por seu pai, pelo príncipe Guilherme II de Vilearduin do Principado de Acaia e o rei Manfredo da Sicília contribuiu para a derrota dos aliados por João Paleólogo, o irmão do imperador Miguel VIII Paleólogo logo em seguida. Porém, João se arrependeu e posteriormente se reuniu com o pai.
Quando Miguel II morreu por volta de 1268, João herdou suas propriedades na Tessália e na Grécia Central, reinando a partir de Neopatras. Uma nova tentativa de aliança com o Império Bizantino se seguiu e João recebeu o título de sebastocrator de Miguel VIII quando este casou seu sobrinho com a filha de João em 1272. Mesmo assim, João permaneceu contrário aos bizantinos e derrotou um enorme exército enviado para subjugá-lo em 1275 com o apoio do duque de Atenas. Nesta época, ele se juntou à uma coalizão (que incluía Epiro, Sérvia e a Bulgária) que apoiava os planos de Carlos de Anjou, o rei de Nápoles e Sicília, para a restauração do Império Latino. Quando Miguel VIII tentou enfrentar a aliança com o plano da União das Igrejas no Concílio de Lyon, João convocou um sínodo na Tessália que contou com a presença de clérigos anti-unionistas exilados do Império Bizantino e que excomungou o imperador e o patriarca de Constantinopla João XI Beco em 1277.
Uma nova invasão da Tessália ocorreu em 1277, mas foi repelida na Batalha de Farsalos por João. Os aliados mongóis dos bizantinos, membros da horda de Nogai, tiveram mais sucesso e conseguiram saquear a Tessália logo depois. Miguel VIII morreu em 1282 enquanto se preparava para invadir a região novamente. O triunfo dos anti-unionistas com a ascensão de Andrônico II Paleólogo abriu as portas para uma melhoria nas relações, mas esta possibilidade se perdeu por causa do meio-irmão de João, Nicéforo I Comneno Ducas de Epiro. Em 1283 (ou 1284), ele e a esposa, Ana Paleóloga Cantacuzena (sobrinha de Miguel VIII) convidaram o filho de João, Miguel, para Epiro para que ele se casasse com a filha deles e se tornasse o herdeiro do Despotado. Quando Miguel mordeu a isca, foi preso e enviado para Constantinopla, onde morreu, preso, em 1307. João se vingou invadindo Epiro e tomando diversas fortalezas costeiras. 
João I Ducas morreu em ou pouco antes de 1289.

## Família
De sua esposa, cujo nome monástico era Hipomona (Hypomone - "paciência"), João teve vários filhos, incluindo:
- Miguel Comneno, que morreu prisioneiro em Constantinopla em 1307.
- Constantino (m. 1303), que sucedeu ao pai como governante da Tessália em 1298. Ele se casou com Ana Euagionissa e teve pelo menos um filho: João II Ducas (m. 1318), também governante na Tessália.
- Teodoro Ângelo (m. 1300), que ajudou Constantino a governar.
- Helena Comnena, que se casou primeiro com Guilherme I de la Roche, duque de Atenas, e, depois, com Hugo de Brienne, conde de Lecce (c. 1240 - 1296). A filha deles, Joana de Brienne, se casou com Nicolas I Sanudo, duque de Naxos. Helena era também herdeira de Lâmia e Lárissa.
- Filha de nome desconhecido, que se casou com Andrônico Tarcaniota, um sobrinho do imperador Miguel VIII Paleólogo.
- Helena Ducena, que se casou com o rei Estêvão Milutino da Sérvia (c. 1253-1321), numa relação entre 1273/1276 e 1283.
- Filha de nome desconhecido e que foi noiva do futuro imperador Teodoro Esfendóstlabo da Bulgária.